# Athletic 220 Football Club
L'Athletic 220 Football Club (en mongol : Атлетик 220 Футбол Клүб), plus couramment abrégé en Athletic 220, est un club mongol de football fondé en 2016 et basé à Oulan-Bator, la capitale du pays.
Le club évolue en MFF League, le championnat de première division mongole. 

## Histoire
Le club est fondé en 2016, et débute en deuxième division. Pour sa première saison le club termine à la deuxième place et est promu directement en première division.
L' Athletic 220 FC s'installe depuis sa promotion en haut de la première division, en 2018 le club remporte son premier titre, la Coupe de Mongolie.
En 2020, le club gagne son premier titre de champion  et se qualifie pour la Coupe de l'AFC. 

## Stade
L' Athletic 220 FC ne possède pas son propre stade, et joue au MFF Football Centre, le stade de la fédération de football qu'il partage avec la plupart des autres clubs d'Oulan-Bator.

## Palmarès
| Compétitions nationales                                                                                |
| --- |
| - Championnat de Mongolie (2) : - Champion : 2020, 2021. - Coupe de Mongolie (1) : - Vainqueur : 2018. |

## Personnalités du club

### Présidents du club
- Chimeddorj Munkhbat

### Entraîneurs du club
- Garidmagnai Bayasgalan (1er juin 2020 - )